# Serie Amelia Peabody
La serie Amelia Peabody es una serie de veinte novelas históricas de misterio y un volumen complementario de no ficción escrito por la egiptóloga Barbara Mertz (1927-2013) bajo el seudónimo de Elizabeth Peters. La serie se centra en las aventuras de la egiptóloga poco convencional Amelia Peabody Emerson, que da nombre a la serie, y de un número cada vez mayor de familiares, amigos, aliados y personajes tanto ficticios como basados en figuras históricas. Las novelas mezclan misterio y romance con un tono irónicamente cómico, y a veces también parodian novelas de aventuras de la época victoriana, como las escritas por H. Rider Haggard. La serie se publicó entre 1975 y 2010, y la última novela póstuma (completada por Joan Hess) apareció en 2017.

## Trama
Amelia Peabody aparece en la primera novela de la serie, Crocodile on the Sandbank (Cocodrilo en el banco de arena), como una solterona empedernida, sufragista y estudiosa que vive en Inglaterra en 1884. Hereda una fortuna de su padre y abandona Inglaterra para ver mundo, con el beneficio secundario de escapar de varios pretendientes y familiares que no sabían que ella sería la única beneficiaria de la herencia de su padre ni que éste había amasado una pequeña fortuna a lo largo de su vida.
En Roma, Amelia conoce a Evelyn Barton-Forbes, una joven inglesa de posición social que ha huido con su amante italiano (y posteriormente ha sido abandonada por él), y ambas se dirigen a Egipto. Allí conocen a los hermanos Emerson, el egiptólogo Radcliffe y su hermano filólogo Walter. A lo largo del primer libro, las parejas se emparejan: Amelia se casa con Radcliffe (al que se hace referencia en toda la serie por su apellido «Emerson»), y Evelyn se casa con Walter.
Tras el nacimiento de su hijo Ramsés (de soltera Walter) Emerson («tan moreno como un egipcio y tan arrogante como un faraón»), los Emerson se instalan inicialmente en Kent, desde donde Emerson se desplaza a un trabajo como profesor de egiptología en la Universidad de Londres. A pesar de las sugerencias de Amelia de que reanude las excavaciones estacionales en Egipto, Emerson insiste en quedarse en Inglaterra con su familia mientras Ramsés es demasiado joven para viajar.
Peabody y Emerson regresan a Egipto al menos una vez sin Ramsés The Curse of the Pharaohs (La maldición de los faraones) en 1892 antes de decidir llevarlo con ellos en sus excavaciones anuales The Mummy Case (El caso de la momia), a partir de la temporada 1894-95. El deseo de Amelia de explorar las pirámides se ve contrarrestado por la negativa de Emerson a ser diplomático con el Service d'Antiquites egipcio, lo que provoca la pérdida de su firman (permiso) para excavar en uno de los principales campos de pirámides, y en su lugar se les concede Mazghuna, un campo de pirámides menor al suroeste de El Cairo.
Mientras los Emerson excavan en Mazghuna, se encuentran con un enigmático cerebro criminal que dirige un comercio clandestino ilícito de antigüedades, robando artefactos de las tumbas, lo que le enfrenta a los Emerson. Al principio, Amelia le llama «El Maestro Criminal», aunque finalmente se descubre que su nombre de guerra es Sethos. Sethos es presentado inicialmente como un rival de Emerson por el afecto de Amelia, pero más tarde se convierte en una parte importante del gran círculo de amigos, aliados y conocidos de los Emerson en libros posteriores, cuando se revela que es el hasta entonces desconocido hermanastro de Emerson, Seth.
La familia Emerson se amplía de nuevo durante la temporada 1897-1898, durante una expedición arqueológica a Nubia. La familia se encuentra con una civilización desconocida hasta entonces en un remoto wadi del desierto The Last Camel Died at Noon (El último camello murió a mediodía), se ve envuelta en una turbulenta política y descubre a Nefret Forth, la hija de un explorador muerto hace mucho tiempo. Nefret regresa a Inglaterra con los Emerson y se convierte en su pupila.
En la temporada 1899-1900 The Hippopotamus Pool (La piscina de los hipopótamos) se introduce otro personaje clave, el de David Todros, hijo de la hija de Abdullah, distanciada de ella, y de su marido cristiano. David vive en un estado de semiesclavitud, trabajando para un falsificador de antigüedades. Más tarde, Evelyn y Walter Emerson lo acogen como pupilo. David se casa más tarde con la hija de Evelyn y Walter, Amelia (conocida como Lia para evitar confusiones con su tía).
La introducción de Nefret inicia un arco argumental de tensión sexual entre ella y Ramsés. Esto se convierte en una parte importante de la trama en un subconjunto de cuatro libros que comienza con Seeing a Large Cat (Ver a un gato grande), coincidiendo con la introducción de «extractos del Manuscrito H» en los que la generación más joven de la familia comienza una narración paralela a la de Amelia. Entre los escollos de este arco argumental está la llegada de Sennia, una joven de la que inicialmente se sospechaba que era la hija ilegítima de Ramsés con una prostituta local. La llegada de Sennia y las sospechas que suscita sobre Ramsés precipitan el breve matrimonio de Nefert con otro hombre. Se revela que Sennia es la hija del sobrino de Amelia, Percival, visto por primera vez en  Deeds of the Disturber (Los actos del perturbador), que es reintroducido como adulto en un papel de villano durante varios volúmenes a partir de The Falcon at the Portal (El halcón en el portal). Sennia es adoptada por los Emerson, que la llevan de vuelta a Inglaterra al final del volumen.
La tensión entre Ramsés y Nefert se resuelve finalmente en El trueno en el cielo, y su matrimonio tiene lugar al final de ese libro y se relata en secuencias retrospectivas en el siguiente. Ambos tienen tres hijos: un par de gemelos (un hijo, David John, y una hija, Charlotte, o «Charla»), y una hija sin nombre nacida después de la conclusión de la serie. John Tregarth, personaje de la serie Vicky Bliss de Peters, desciende de los Emerson-Peabody a través de la hija menor.
Otros personajes de la serie son los miembros de la gran familia egipcia que apoya a los Emerson en sus excavaciones. El cabeza de familia es Abdullah ibn al-Wahhab, el reis o capataz de los Emerson, que supervisa sus excavaciones arqueológicas. Abdullah tiene varios hijos, entre ellos su hijo menor, Selim, que, asignado en un principio como guardaespaldas de Ramsés The Mummy Case (El caso de la momia), acaba sustituyendo a su padre como reis (supervisor de la excavación). Se menciona con frecuencia a la nuera de Abdullah, Khadijah, su cocina y su cataplasma verde curativa (que es eficaz, aunque nunca se determina su contenido exacto). Tras la muerte de Abdullah The Ape Who Guards the Balance (El mono que guarda el equilibrio), el personaje se le aparece a Amelia en sueños como guía espiritual (aunque queda ambiguo si su aparición es una manifestación del subconsciente de la propia Amelia o de naturaleza sobrenatural).
Cronológicamente, el último libro de la serie Tomb of the Golden Bird (La tumba del pájaro de oro) transcurre entre 1922 y 1923, en torno al descubrimiento de la tumba de Tutankamón.

## Estilo narrativo
Los primeros libros de la serie -anteriores a Seeing a Large Cat- estaban escritos enteramente en primera persona, y las novelas pretendían ser versiones editadas de diarios escritos por la propia Amelia. Según la mitología de la serie, el alijo inicial de diarios que proporcionaron la narrativa de la serie Amelia Peabody se descubrió en el desván de la casa solariega de la familia Tregarth en Cornualles, Inglaterra, con la que finalmente se casó la nieta más joven de Amelia. Esto se revela en la última entrega de la serie de Vicky Bliss, La risa de los reyes muertos, en la que se insinúa que la propia Peters - «Escribe bajo tres nombres»- es la editora de los diarios.
A partir de Seeing a Large Cat, la narración de Amelia se intercala con fragmentos del «Manuscrito H», una narración en tercera persona que sigue las aventuras de la generación más joven de la familia, cuyo autor se revela finalmente como Walter “Ramses” Emerson. A partir de este momento, se introducen ocasionalmente otros puntos de vista -más a menudo el de Nefert- en forma de cartas y manuscritos adicionales.

## Personajes históricos y entorno
La serie está ambientada principalmente en Egipto (véanse las localizaciones específicas en el cuadro siguiente), con algunas entregas que incluyen escenas ambientadas en Inglaterra, generalmente al principio. Sólo cuatro entregas no tienen lugar en Egipto: Deeds of the Disturber, ambientada íntegramente en Inglaterra; The Last Camel Died at Noon y Guardian of the Horizon, ambas ambientadas principalmente en Sudán; y A River in the Sky, ambientada sobre todo en la Palestina de la época otomana.
Los libros abarcan un periodo de treinta y nueve años, de 1884 a 1923, que coincide con el periodo de la administración británica de Egipto tras la guerra anglo-egipcia. En las novelas anteriores, Sir Evelyn Baring, Lord Cromer, cónsul general británico en El Cairo y gobernante de facto del país en aquella época, hace apariciones esporádicas. La incómoda relación entre los egipcios y sus administradores europeos es un tema recurrente a lo largo de la serie, especialmente en lo que respecta a la supervisión extranjera del Servicio de Antigüedades egipcio y su autorización a organizaciones extranjeras para exportar artefactos fuera de Egipto a Europa y Estados Unidos en lugar de conservarlos en Egipto.
La serie incorpora como personajes a varias figuras históricas destacadas del campo de la egiptología, como Howard Carter, William Flinders Petrie, Gaston Maspero, George A. Reisner y E. A. Wallis Budge, a quien Emerson considera un archirrival (aunque los sentimientos no sean mutuos). Otro personaje recurrente es el de Cyrus Vandergelt, un empresario estadounidense que financia varias expediciones arqueológicas en el Valle de los Reyes (con escaso éxito) y se convierte en íntimo amigo y confidente del clan Emerson. El personaje de Vandergelt se basa, al menos en parte, en Theodore Davis, el empresario estadounidense que contrató por primera vez a Howard Carter para excavar en el Valle de los Reyes, y que también aparece en  The Ape Who Guards the Balance (El mono guardián del equilibrio).
La serie incorpora los acontecimientos geopolíticos contemporáneos de Egipto y Oriente Próximo tanto en el trasfondo como directamente en la trama. La guerra mahdista en Sudán constituye gran parte del telón de fondo de El último camello murió al mediodía, en la que un ansioso Emerson se aventura en territorio inestable para satisfacer el deseo de toda una vida de excavar entre las pirámides nubias. El incidente de Dinshawai de 1906 se menciona en el contexto histórico y, como resultado, el personaje de David Todros (nieto cristiano copto de Abdullah, que es acogido por los Emerson-Peabody) se involucra con el movimiento nacionalista egipcio.
El personaje de Ramsés, considerado objetor de conciencia, se revela como colaborador de la inteligencia británica durante la Primera Guerra Mundial, desempeñando un papel clave para frustrar el asalto al Canal de Suez por parte de las fuerzas otomanas y proporcionando inteligencia a la Fuerza Expedicionaria Egipcia en sus campañas. Al llegar a la edad adulta, el personaje de Nefret Forth Emerson se forma como médico, trabaja entre los pobres, defiende la educación y los derechos de las mujeres egipcias y acaba fundando un hospital en el barrio rojo de El Cairo que emplea principalmente a mujeres (The Golden One).

## Inspiración para los personajes
La mayoría de los logros arqueológicos atribuidos a los Emerson-Peabody fueron, en realidad, realizados por muchos de los arqueólogos que pasan por las novelas como personajes secundarios. Por ejemplo, las excavaciones que Emerson y Walter llevan a cabo en Amarna en 1884 (en Cocodrilo en el banco de arena) se basan en las realizadas por Sir William Flinders Petrie en 1891. Peters ha indicado que el personaje de Radcliffe Emerson se basa en parte en Petrie, cuyos meticulosos hábitos de excavación fueron legendarios y establecieron un nuevo estándar para las excavaciones arqueológicas.
La propia Amelia se inspiró en parte en Amelia Edwards, novelista victoriana, escritora de viajes y egiptóloga, cuyo exitoso libro de 1873, Mil millas por el Nilo es similar tanto en tono como en contenido a la narración de Amelia Emerson. El personaje era también semiautobiográfico: las presiones sobre Amelia para que se casara y abandonara su carrera egiptológica en el primer libro se basaban en la propia experiencia de Peters en el mundo académico.
En otros casos, se atribuyen logros ficticios a Amelia y Emerson. Por ejemplo, la tumba de la reina Tetisheri, de la dinastía XVII, cuyo descubrimiento y excavación constituyen la base de la trama de  The Hippopotamus Pool (La piscina del hipopótamo), en realidad nunca se ha encontrado. La mayoría de los estudiosos sugieren que la tumba -suponiendo que aún sobreviva- se encontraría en la zona general donde la descubren los Emerson-Peabody. El enterramiento intacto del Reino Antiguo hallado en The Falcon at the Portal  (El halcón en el portal) también es ficticio; de hecho, nunca se han encontrado enterramientos intactos del periodo del Reino Antiguo.

## Historia de la publicación
El primer libro de la serie, Crocodile on the Sandbank (Cocodrilo en el banco de arena), se publicó por primera vez en 1975. Inicialmente pensada como una novela independiente, Peters no escribió una continuación hasta pasados seis años. Como la autora estaba haciendo malabarismos con varias series de libros escritas bajo dos seudónimos, la serie Amelia Peabody progresó lentamente al principio, con nuevas entregas publicadas esporádicamente en intervalos que variaban entre dos y cuatro años. Sin embargo, a medida que la serie fue adquiriendo éxito comercial a mediados de los años 90, el ritmo aumentó y, a finales de la década, aparecían nuevos libros a razón de uno al año, y muchos de los últimos libros de la serie figuraban en la lista de libros de ficción más vendidos del New York Times. La decimonovena y última entrega de la serie, Un río en el cielo, se publicó en 2010. La serie también incluye un libro complementario de no ficción, Amelia Peabody's Egypt: A Compendium.
Los dieciocho primeros libros de la serie se escribieron en orden cronológico, con la excepción de Guardian of the Horizon (Guardián del horizonte), que fue el decimosexto libro publicado pero el undécimo en la cronología de la serie. En una charla sobre el libro celebrada en 2003 en la Biblioteca del Congreso, Elizabeth Peters reveló que su plan general era continuar la serie cronológicamente hasta la Primera Guerra Mundial y terminar con los acontecimientos que rodearon el descubrimiento de la tumba de Tutankamón en 1922, ya que el envejecimiento de los personajes en tiempo real suponía un reto a la hora de prolongar la serie. Aunque sólo se indica su edad en el primer libro, Amelia Peabody tendría setenta años -y Emerson 67 o 68- en ese momento de la historia, lo que hacía cada vez menos creíbles sus actos de heroísmo, a menudo físicamente penosos. Este objetivo se cumplió con la publicación de  Tomb of the Golden Bird (La tumba del pájaro de oro) en 2006. Los acontecimientos de ese libro cerraron la mayor parte de las líneas argumentales sueltas de la serie, aunque no la llevaron a un final definitivo.
En la misma charla, Peters declaró que las entregas escritas después de ese momento «rellenarían los huecos» en la cronología de la serie, ya que había lagunas de varios años entre algunos volúmenes. El siguiente (y último) libro en publicarse, Un río en el cielo (el 19º libro en orden de publicación) se insertó retroactivamente en la cronología de la serie como el 12º libro.
Peters había trazado y escrito parte de la vigésima novela de la serie, La reina pintada, en el momento de su muerte en 2013. El manuscrito fue completado por la amiga de Peters, la escritora de novelas de misterio Joan Hess, con la ayuda de la egiptóloga Salma Ikram, y se publicó en julio de 2017. Está ambientada en la temporada 1912-13, lo que la convierte en la decimocuarta de la serie en orden cronológico, y trata de las secuelas del precipitado matrimonio de Nefret en El halcón en el portal.
La serie se ha publicado en inglés en Estados Unidos y el Reino Unido. Un número variable de volúmenes se ha traducido a otros idiomas, como francés, alemán, griego, y japonés.

## Series
| No. de libro | Título                                     | Fecha de publicación (orden de publicación) | Locación                  | Temporada arqueológica (orden cronológico) | Máxima posición en Lista de bestsellers del New York Times |
| ------------ | ------------------------------------------ | ------------------------------------------- | ------------------------- | ------------------------------------------ | ---------------------------------------------------------- |
| 01           | Crocodile on the Sandbank                  | 1975                                        | Amarna                    | 1884–85                                    | -                                                          |
| 02           | The Curse of the Pharaohs                  | 1981                                        | Valley of the Kings       | 1892–93                                    | -                                                          |
| 03           | The Mummy Case                             | 1985                                        | Mazghuna                  | 1894–95                                    | -                                                          |
| 04           | Lion in the Valley                         | 1986                                        | Dashur                    | 1895–96                                    | -                                                          |
| 05           | The Deeds of the Disturber                 | 1988                                        | London and Kent           | 1896                                       | -                                                          |
| 06           | The Last Camel Died at Noon                | 1991                                        | The Lost Oasis (Nubia)    | 1897–98                                    | -                                                          |
| 07           | The Snake, the Crocodile, and the Dog      | 1992                                        | Luxor and Amarna          | 1898–99                                    | -                                                          |
| 08           | The Hippopotamus Pool                      | 1996                                        | Dra' Abu el-Naga'         | 1899–1900                                  | -                                                          |
| 09           | Seeing a Large Cat                         | 1997                                        | Valley of the Kings       | 1903–04                                    | -                                                          |
| 10           | The Ape Who Guards the Balance             | 1998                                        | Valley of the Kings       | 1906–07                                    | -                                                          |
| 11           | Guardian of the Horizon                    | 2004                                        | The Lost Oasis            | 1907–08                                    | 10                                                         |
| 12           | A River in the Sky                         | 2010                                        | Palestine                 | 1910                                       | 05                                                         |
| 13           | The Falcon at the Portal                   | 1999                                        | Zawyet el'Aryan           | 1911–12                                    | -                                                          |
| 14           | The Painted Queen (completed by Joan Hess) | 2017                                        | Cairo and Amarna          | 1912–13                                    | 07                                                         |
| 15           | He Shall Thunder in the Sky                | 2000                                        | Giza Necropolis           | 1914–15                                    | 13                                                         |
| 16           | Lord of the Silent                         | 2001                                        | Giza Necropolis and Luxor | 1915–16                                    | 10                                                         |
| 17           | The Golden One                             | 2002                                        | Gaza and Deir el-Medina   | 1916–17                                    | 08                                                         |
| 18           | Children of the Storm                      | 2003                                        | Deir el-Medina            | 1919–20                                    | 11                                                         |
| 19           | The Serpent on the Crown                   | 2005                                        | Valley of the Kings       | 1921–22                                    | 10                                                         |
| 20           | Tomb of the Golden Bird                    | 2006                                        | Valley of the Kings       | 1922–23                                    | 07                                                         |

## Otras locaciones
- Luxor (antes Tebas)
- Deir el-Bahari
- El Cairo
- Alejandría
- Gaza
- Londres